# Elbe (Alsó-Szászország)
Elbe település Németországban, azon belül Alsó-Szászország tartományban. Lakosainak száma 1529 fő (2023. december 31.).

## Népesség
A település népességének változása:
| Lakosok száma | 1558 | 1540 | 1514 | 1520 | 1529 | 1540 | 1529 |
|               | 2015 | 2016 | 2017 | 2019 | 2021 | 2022 | 2023 |